# Micromacronus
Micromacronus là một chi chim trong họ Timaliidae. Chi này có hai loài bản địa Philippines.
Từ lâu được coi là đơn hình Chi này chỉ được mô tả vào năm 1962, theo mô tả của loài đầu tiên, được thu thập bởi nhà sưu tập Manuel Celestino và Godofredo Alcasid, nhà động vật học tại Bảo tàng Quốc gia Philippines. Chi này trước đây được đặt trong họ Timaliidae nhưng một nghiên cứu phát sinh phân tử được công bố vào năm 2012 cho thấy chi này có liên quan chặt chẽ hơn với các loài trong họ Cisticolidae.
Chi này chỉ chứa hai loài: Micromacronus leytensis và Micromacronus sordidus. Hai loài trong chi đôi khi được coi là một loài duy nhất.

## Các loài
- Micromacronus leytensis
- Micromacronus sordidus